# Анна фон Велденц (1390 – 1439)
Анна фон Велденц (на немски: Anna von Veldenz; * ок. 1390; † 18 ноември 1439, замък Вахтенбург до Вахенхайм) от фамилията Геролдсек, е графиня на Велденц в днешен Рейнланд-Пфалц и чрез женитба пфалцграфиня и херцогиня на Пфалц-Зимерн-Цвайбрюкен (1410 – 1439).

## Живот
Тя е дъщеря и единствена наследничка на граф Фридрих III фон Велденц († 1444) и графиня Маргарета фон Насау-Вайлбург († 1427), дъщеря на граф Йохан I фон Насау-Вайлбург († 1371) и втората му съпруга графиня Йохана фон Саарбрюкен († 1381), дъщеря наследничка на граф Йохан II фон Саарбрюкен († 1381).
Анна фон Велденц се омъжва през 1409 или на 13 юни 1410 г. в Хайделберг за пфалцграф Стефан фон Пфалц-Зимерн-Цвайбрюкен († 1459) от фамилията Вителсбахи. Той е третият син на курфюрст и римско-немски крал Рупрехт (1352 – 1410) и бургграфиня Елизабет Хоенцолерн (1358 – 1411).
Анна фон Велденц умира на 18 ноември 1439 г. във Вахенхайм, Пфрим, и е погребана в Майзенхайм ам Глан.
През 1444 г. нейните синове Фридрих и Лудвиг наследяват нейния баща граф Фридрих III.

## Деца
Анна фон Велденц и пфалцграф Стефан фон Пфалц-Зимерн-Цвайбрюкен имат седем деца:
- Анна (1413 – 1455), ∞ 1435 за граф Винценц фон Мьорс († 10 април 1500 в Кьолн)
- Маргарета (1416 – 1426)
- Фридрих I (1417 – 1480), пфалцграф и херцог на Пфалц-Зимерн и граф на Спонхайм, 1454 г. женен за Маргарета фон Гелдерн (1436 – 1486)
- Рупрехт (1420 – 1478), епископ на Страсбург (1440 – 1478)
- Стефан (1421 – 1485), каноник в Кьолн, Шпайер, Майнц, Лиеж и други
- Лудвиг I (1424 – 1489), пфалцграф и херцог на Пфалц-Цвайбрюкен, граф на Велденц, 1454 г. женен за Жана (Йохана) дьо Крой (1435 – 1504)
- Йохан (1429 – 1475), епископ на Мюнстер 1458 – 1466), архиепископ на Магдебург (1464 – 1475)